# Falu Spelmanslag
Falu Spelmanslag är ett spelmanslag med inriktning på folkmusik i Falun, Dalarna. Gruppen har länge varit aktiv och därför relativt välkänd i Dalarna och Folkmusiksverige.

## Spelmanslaget
Föreningen har ett 70-tal aktiva medlemmar. De flesta spelar fiol, men där finns också dragspel, bas, nyckelharpor och en trumpet. Laget har sina rötter i 70-talets folkmusikvåg. Det började som en studiecirkel i låtspel. Nu är det en samlingspunkt för unga och gamla spelmän i Falun. Laget kallar sig för en "immigrantorkester" då få av musikerna är födda i Falun.
Falu spelmanslag kallar sig på engelska "The Fiddler Company of Falun, Town of Non-Olympics". Detta för att de tycker att debatten i Falun kretsar för mycket kring olympisk idrott och för lite om kulturyttringar.
Falu spelmanslag turnerar flitigt i Dalarna med omnejd och uppträder inte sällan vid större officiella sammanhang som på Nationaldagen. Laget är ett stående inslag under festivalerna Musik vid Siljan och Folkmusiknatta. När Falun Folkmusik Festival var igång var Falu spelmanslag en viktig komponent.

## Diskografi
Album
- 1997 – I stöten. Tongång AWCD 18
- 1991 – Falu Spelmanslag. PWMC 9112 (kassett)

Medverkar på
- 1998 – Folk acts Sweden. FNS PROMO 98 (samling med svensk folkmusik med spår från I stöten)
- 1990 – Musik från Falubygden. Wisa WISC 741 (samling med spår som kom på kassetten Falu Spelmanslag)

## Utmärkelser
Ledaren för Falu Spelmanslag, Leif Elving, vann 2006 priset Sveriges spelmanslåt.